# International Data Group
O International Data Group (IDG) é uma empresa estadunidense de mídia, pesquisa e organização de eventos.

## História
O IDG surgiu da International Data Corporation constituída em 1964 na cidade de Newtonville por Patrick Joseph McGovern e um amigo, a qual agora é uma subsidiária da IDG.
No Brasil, a empresa está presente desde 1976.

## A empresa
O IDG publica cerca de 300 revistas em 85 países e suas cinco principais publicações globais –Computerworld/InfoWorld, CIO, Macworld, Network World e PC World– possuem mais de 175 edições regionais em todo o mundo. McGovern lucrou bilhões de dólares com o crescimento do IDG, o qual permanece como uma empresa de capital fechado.
A IDG Books, que é uma empresa pública derivada do IDG, publicou a popular série de livros de auto-ajuda "…For Dummies". Originalmente, a série "…For Dummies" cobria apenas assuntos relacionados ao campo da informática, mas posteriormente expandiu-se para incluir uma variedade muito mais ampla de assuntos. A série é agora publicada pela John Wiley & Sons; a IDG Books/Hungry Minds (como a IDG Books foi denominada durante um curto período antes de ser vendida para a Wiley em 2001) não mais existe como uma empresa independente.
Uma subsidiária do IDG, o IDG World Expo produz uma variedade de eventos em larga escala, tais como convenções. Tipicamente, trata-se de eventos que envolvem tecnologia corporativa. O IDG World Expo produz a E for All, Macworld Conference & Expo e LinuxWorld Conference and Expo.
O IDG também possui sua própria agência noticiosa internacional, o IDG News Service. Fica sediada em Boston e possui escritórios em Nova York, Washington, San Francisco, Tóquio, Taipé, Pequim, Singapura, Bangalore, Paris, Londres, Dublin e Bruxelas. Fornece notícias, imagens, vídeo e outros conteúdos editoriais para os websítios e publicações impressas do IDG em todo o mundo.

## IDG na China
O IDG possui uma subsidiária na China voltada exclusivamente para negócios com capital de risco.